# Dota 2
Dota 2 – gra komputerowa z gatunku multiplayer online battle arena, stworzona i wydana przez Valve Corporation. Korzysta z modelu free-to-play i jest pierwszą produkcją używającą silnika Source 2. Jest samodzielną kontynuacją modyfikacji Defense of the Ancients do gry Warcraft III: Reign of Chaos i dodatku Warcraft III: The Frozen Throne. Została wydana na Microsoft Windows, macOS-a oraz Linuksa.
Została zapowiedziana 13 października 2010 w serwisie Game Informer. Przez dwa lata gra była w fazie testowania wersji beta, po czym została wydana 9 lipca 2013.

## Rozgrywka
Dota 2 to gra typu multiplayer online battle arena, w której dwie pięcioosobowe drużyny, wraz z jednostkami kontrolowanymi przez sztuczną inteligencję, próbują zniszczyć ufortyfikowane twierdze przeciwników. Każdy gracz wybiera i kontroluje postać zwaną „bohaterem”. Gracze są przypisywani do jednej z drużyn, wcielając się w członków jednej z dwóch frakcji: „Radiant” (pol. świetliści) i „Dire” – (pol. mroczni). Drużyna świetlistych rozpoczyna rozgrywkę w południowo-zachodnim rogu mapy, natomiast mroczni po przeciwległej, północno-wschodniej stronie mapy.
Celem gry jest zniszczenie głównego budynku w twierdzy wroga, ulokowanego w centrum każdej z baz. Bazy rywali połączone są trzema ścieżkami, gdzie znajdują się wieże obronne. Z obu baz, pod każdą ścieżką wychodzą „creepy” (kontrolowane przez sztuczną inteligencję jednostki) idąc każdą z trzech dróg w kierunku wroga, atakując neutralne i wrogie jednostki napotkane w ich zasięgu.
Każda postać sterowana przez gracza ma inne umiejętności i statystyki. Bohaterowie dzielą się według swoich głównych atrybutów: siły, zręczności lub inteligencji. Niezależnie od typu postaci, wraz ze zdobywaniem kolejnych poziomów, rosną ich statystyki. Po zabiciu jednostki bądź bohatera z przeciwnej drużyny postać gracza otrzymuje wirtualne pieniądze – złoto oraz punkty doświadczenia.
Dzięki pozyskanej walucie można kupić przedmioty zwiększające statystyki lub dające jakiś efekt, np. możliwość teleportacji do własnych jednostek i budynków lub chwilową niewidzialność. „Denying” jest elementem gry, który umożliwia utrudnianie przeciwnikom zdobywania złota i punktów doświadczenia. Jego działanie polega na tym, że gracz „dobija” sojusznicze jednostki, przez co wrogowie nie dostają pełnej puli złota oraz doświadczenia. Czynność tę można realizować na jednostkach i strukturach posiadających dostatecznie mało punktów życia oraz na własnych bohaterach w określonych przypadkach.
Gra zawiera również „salon gier”, nazwany w angielskiej wersji trybem arcade. Zawiera on szereg niestandardowych gier opartych na odrębnych zasadach, stworzonych przez producenta gry lub społeczność. Wszystkie rozgrywki są synchronizowane z funkcją warsztatu na Steamie.

## Odbiór
Po prezentacji gry w 2011 roku serwis IGN przyznał jej nagrodę People’s Choice Award. W grudniu 2012 roku PC Gamer nominował Dota 2 do tytułu gry roku, a także do tytułu najlepszej gry e-sportowej. W maju 2013 roku w grze jednocześnie uczestniczyło prawie 330 tysięcy graczy, przez co Dota 2 pobiła rekord liczby użytkowników na Steamie.
Redakcja magazynu PC Gamer UK w 2015 roku przyznała grze 18. miejsce na liście najlepszych gier na PC.
W lutym 2015 podano, że gra jako pierwsza na platformie Steam osiągnęła liczbę miliona graczy grających jednocześnie.
W pracach  testowania Dota 2 służących doskonaleniu działania sztucznej inteligencji brali udział polscy naukowcy, informatycy Jakub Pachocki, Szymon Sidor, Wojciech Zaremba, Rafał Józefowicz, Przemysław Dębiak.

## Aktualizacje i zmiany w grze
Dota 2 była regularnie aktualizowana przez Valve od momentu wydania. Większość zmian dotyczyła balansu postaci, mechanik gry oraz interfejsu użytkownika. Wśród największych aktualizacji znalazły się m.in.:
- The New Journey (2017) – wprowadzenie nowego silnika Source 2, nowego bohatera Monkey Kinga oraz odświeżonego interfejsu;
- Dueling Fates (2017) – aktualizacja dodająca dwóch nowych bohaterów (Pangoliera i Dark Willow) oraz zmiany w systemie rankingowym;
- Outlanders Update (2019) – wprowadzenie bohaterów Snapfire i Void Spirit oraz neutralnych przedmiotów;
- 7.29 i 7.30 – aktualizacje wprowadzające zmiany w mapie, atrybutach bohaterów oraz rework niektórych zdolności;
- 7.33 – The New Frontiers Update (kwiecień 2023) – jedna z największych aktualizacji w historii gry. Zawierała znaczne powiększenie mapy, nowe struktury (jak Lotus Pools czy Watchers), system Universal Heroes, a także liczne zmiany balansu[23].

Valve zazwyczaj nie ogłasza z wyprzedzeniem terminu aktualizacji, a zmiany są udostępniane natychmiast po publikacji oficjalnych not patcha.